# ライカのレンズ交換式カメラ製品(Tマウント)一覧
ライカTは、レンズマウントにライカTマウントを採用した、2014年5月26日発売のレンズ交換式デジタルカメラである。
マウント情報はライカサイドは公表していない。レンズ交換式デジタルカメラの一派としてはミラーレス一眼カメラに属する。

## 概要
2014年4月24日に、ライカは新たなるシステムカメラ「ライカT」（Typ 701）を発表した。
レンズマウントにフランジバックがライカの代名詞たるMマウントより短いTマウントを採用したのが最大の特徴で、「ライカT用Mレンズアダプター」によりMマウントに対応したレンズも使用可能である。

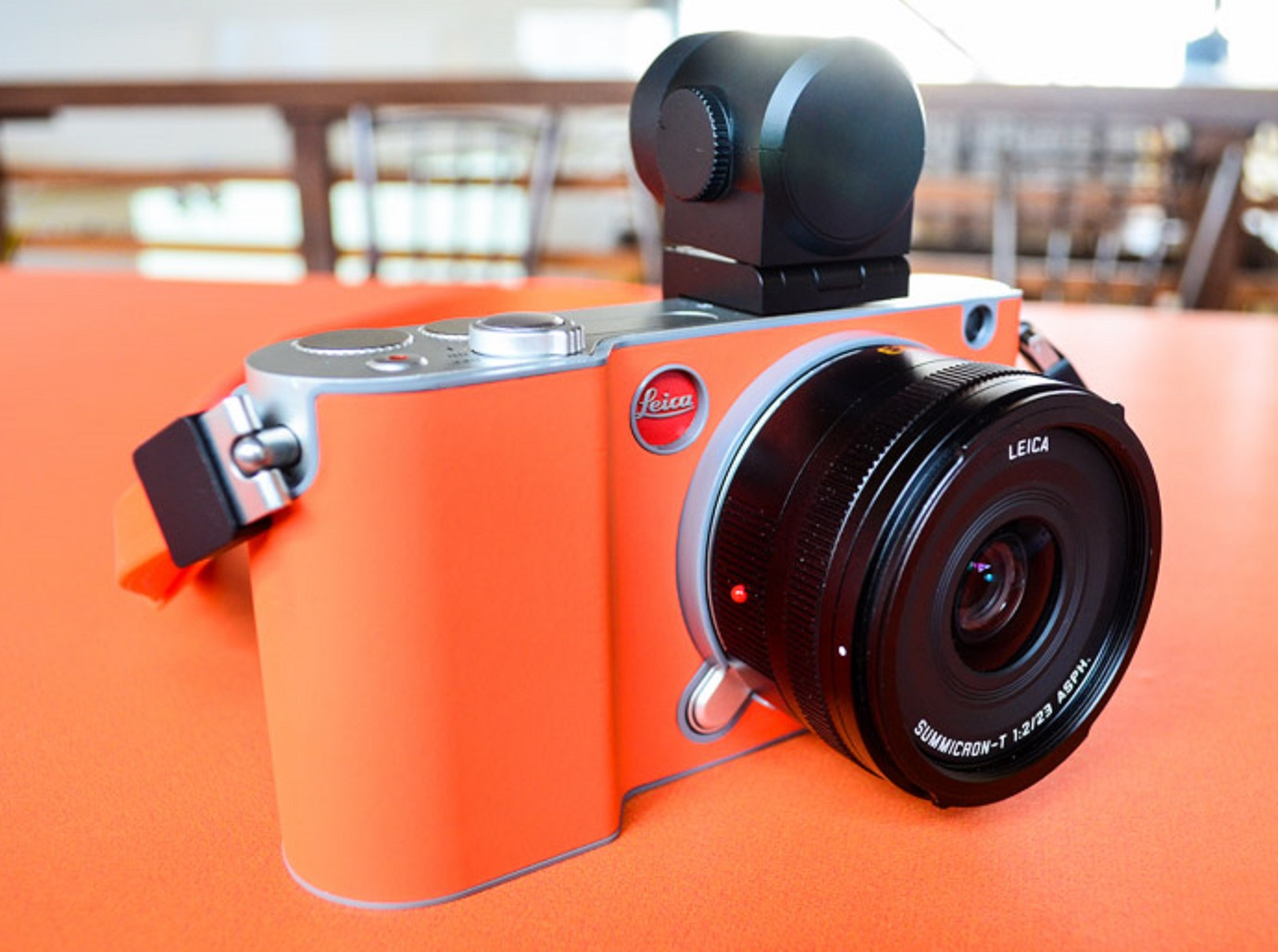
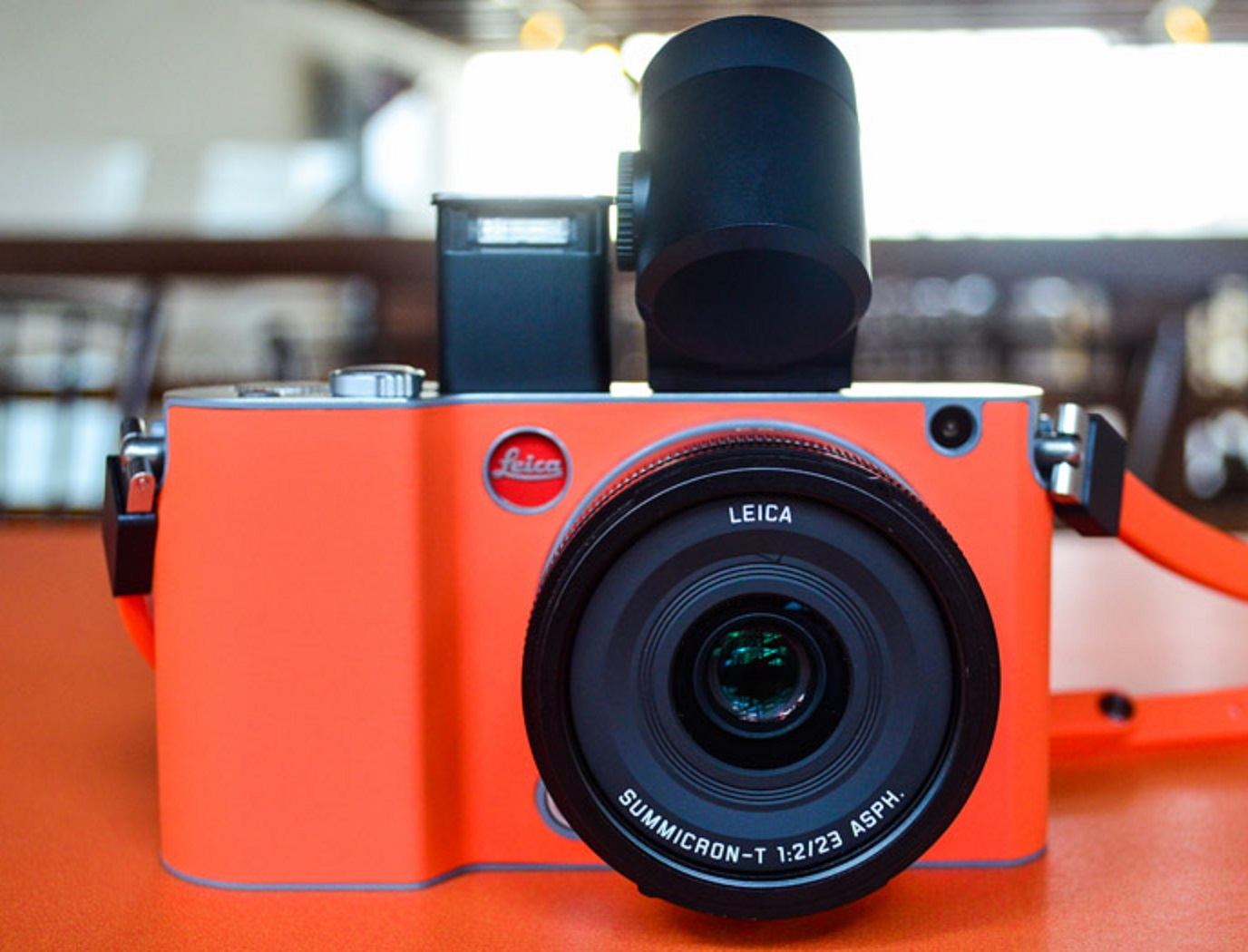
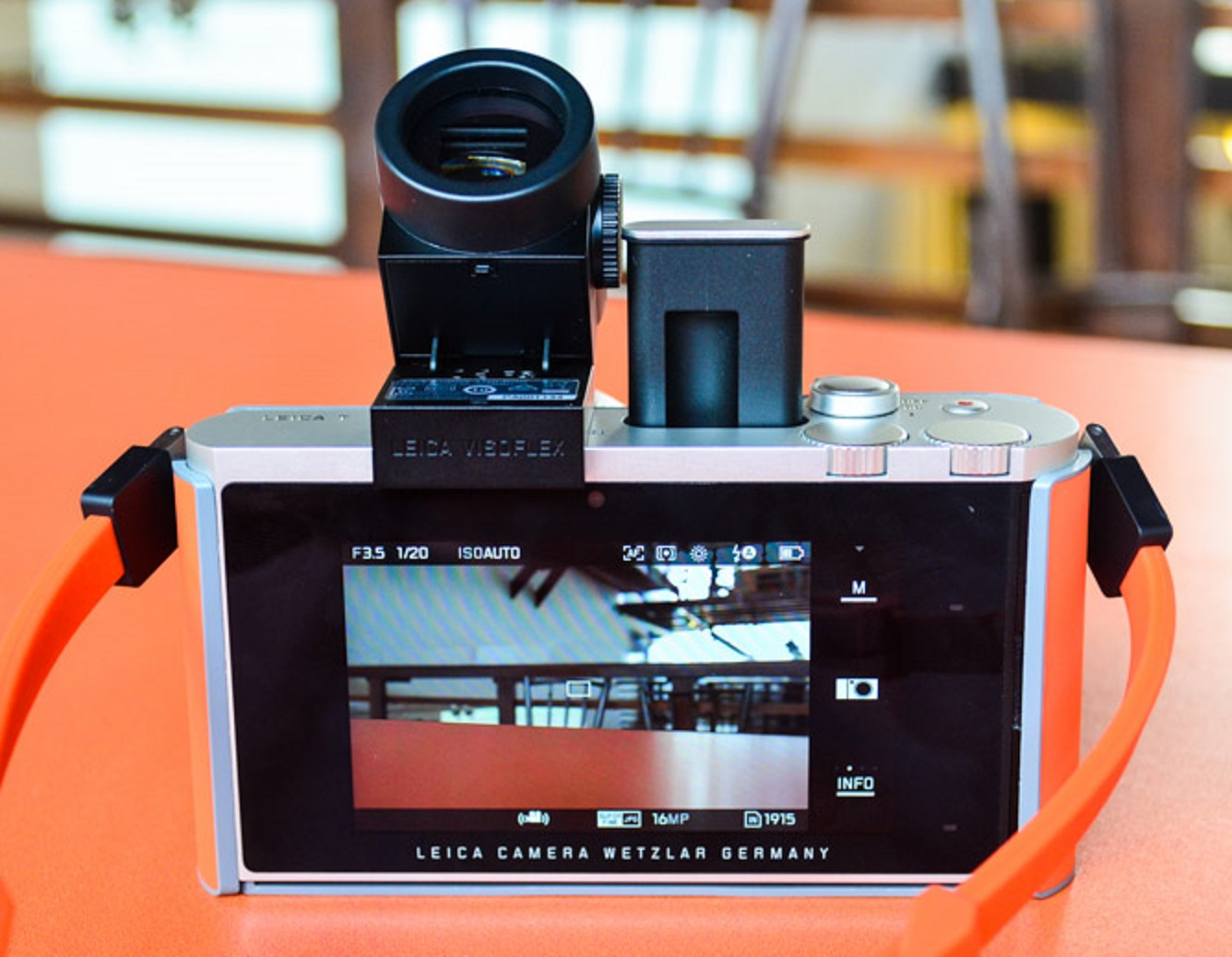
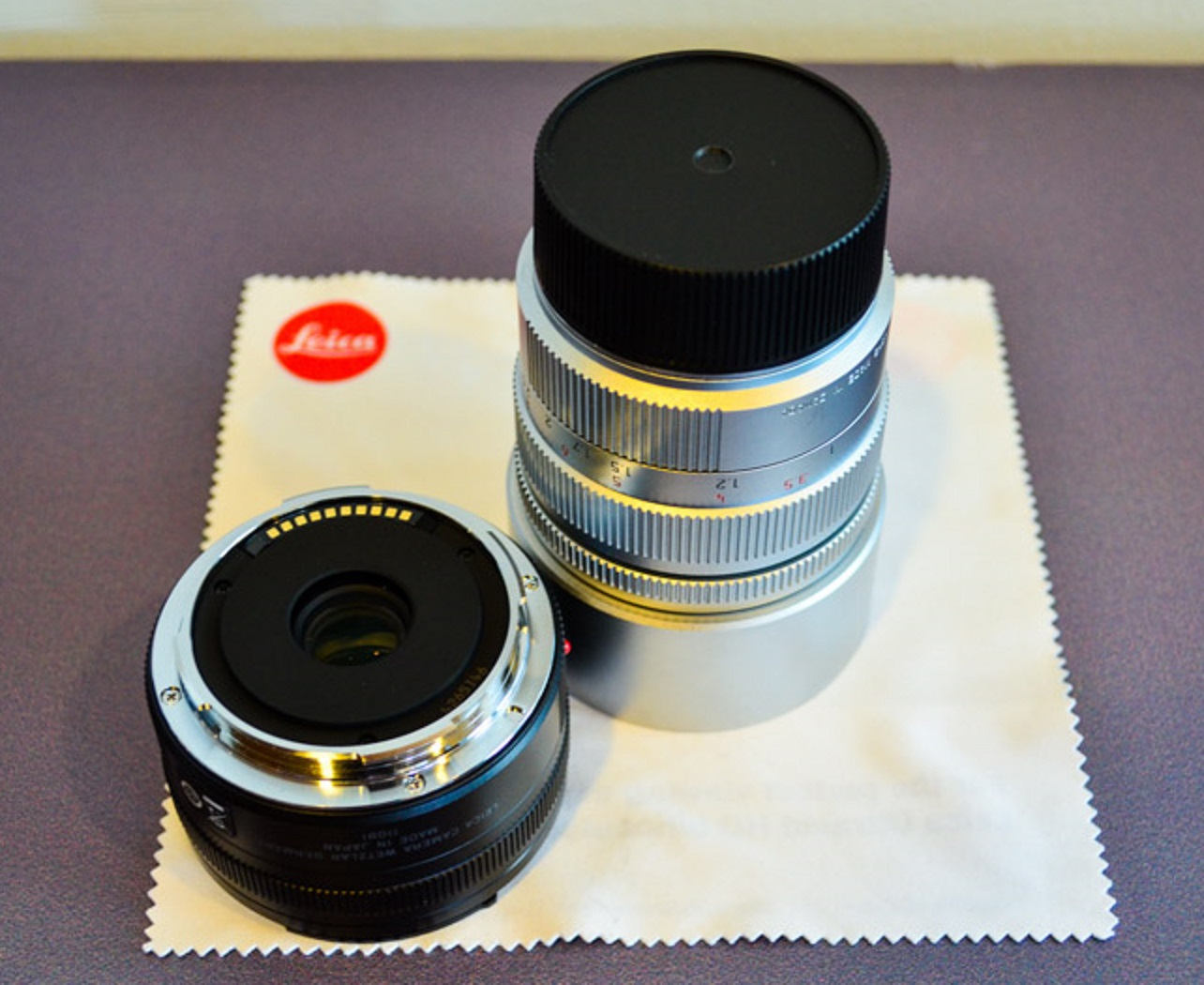

## 本体
- Typ 701

有効1630万画素、APS-Cサイズの撮像素子を搭載。ISO感度の範囲は100～12500。
アルミニウム削り出しのボディサイズは約134×69×33mm、重さは約339g。
16GBの内蔵メモリーを搭載しており、メモリーカードが無くても撮影が可能。
背面モニターは3.7型130万ドットで、主な操作はタッチで行なう。
ポップアップ式の内蔵ストロボを装備。WiFi機能も搭載している。
ファインダーは内蔵しておらず、後述のオプション機器で対応。
- ライカTL（LEICA TL）

内蔵メモリが32GBに変更等の手直しを受けた、ライカTのマイナーチェンジ版。
マイナーチェンジ故に、内蔵メモリ以外の大幅な変更点は少ない。
- ライカTL2（LEICA TL2）

有効2424万画素、APS-Cサイズの撮像素子に変更。最高感度はISO50000にグレードアップ。
デジタルカメラではまだ採用例の少ないUSB Type-C端子の他、マイクロHDMI出力端子も新たに搭載した。
- ライカCL（LEICA CL）

ライカTL2の電子ビューファインダー内蔵版。
ライカを世界に知らしめたバルナックライカをモチーフとした外観が特徴。

## 交換レンズ
- ライカ バリオ・エルマーT f3.5-5.6/18-56mm ASPH.

ライカT専用の標準ズームレンズ。
35mm判換算で27～84mm相当という、きわめて実用的な焦点距離をカバーする万能レンズ。
- ライカ ズミクロンT f2/23mm ASPH.

ライカT専用の標準単焦点レンズ。
35mm判換算で35mm相当の焦点距離を持ち、開放Ｆ値がＦ2と一般的なズームレンズより明るいのが特徴。

## オプション
- ライカ ビゾフレックス (Typ 020)

GPS受信機を内蔵した、ライカT専用の外付け電子ビューファインダー。
なお、ライカMにも同等のオプション機器があるが、互換性は全く無いので注意が必要である。
- ライカT用Mレンズアダプター

数多あるMマウントレンズを使用可能にする、純正マウントアダプター。
ただし、すべてのレンズを装着可能というわけではなく、使用する場合もMF限定となる。

## 注意点
アウディ社のデザインチームとともに設計されたカメラ本体は、ボタン等の操作体系を最低限に抑えタッチスクリーンに機能を集約せることによって、洗練されたシンプルなデザインの筐体を獲得したが、旧来のデジタルカメラに慣れ親しんだユーザーには少しばかり使い辛い場合もある。

## 関連記事
- ライカ
  - ライカのカメラ製品一覧